# Zouhair Yahyaoui

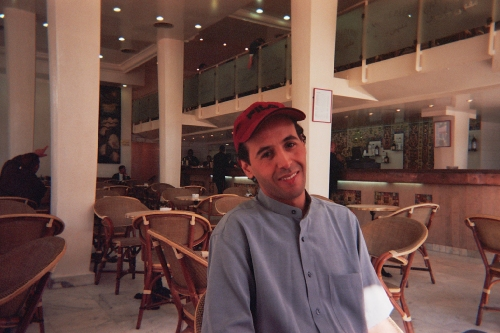
Zouhair Yahyaoui 2004

Zouhair Yahyaoui (arabisch زهير اليحياوي, DMG Zuhayr al-Yaḥyāwiyy; * 8. Dezember 1967; † 13. März 2005) war ein tunesischer Dissident.

## Leben
Zouhair Yahyaoui studierte Betriebswirtschaftslehre. Als Reporter ohne Grenzen kämpfte Yahyaoui für Meinungsfreiheit im Internet. Nachdem er Tunesiens Präsident Zine el-Abidine Ben Ali auf der Website TUNeZINE.com kritisiert hatte, wurde er am 4. Juni 2002 verhaftet und war danach 18 Monate inhaftiert. Auf TUNeZINE.com werden seit Juli 2001 Texte der Opposition sowie Satiren, die sich kritisch mit dem Präsidenten auseinandersetzen, veröffentlicht. Während seiner Haftzeit beklagte er sich mehrmals über schlechte Haftbedingungen.
Für seine Arbeit wurde er mit dem Cyber-Freedom Prize ausgezeichnet.
Yahyaoui starb am 13. März 2005, 37-jährig an einer Herzerkrankung.
Ein Jahr nach der Revolution in Tunesien 2010/2011 wurde zu Ehren Yahyaouis erstmals der nationale Tag der Internetfreiheit begangen. Der tunesische Übergangspräsident Moncef Marzouki würdigte während eines Festaktes am 13. März 2012 die Arbeit des Dissidenten.